# Giovanni Antonio Lappoli

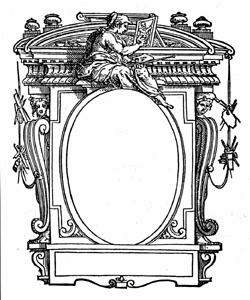
Giovann'Antonio Lappoli (1492-1552)
medaglione senza effigie da Le Vite di Giorgio Vasari
terza parte

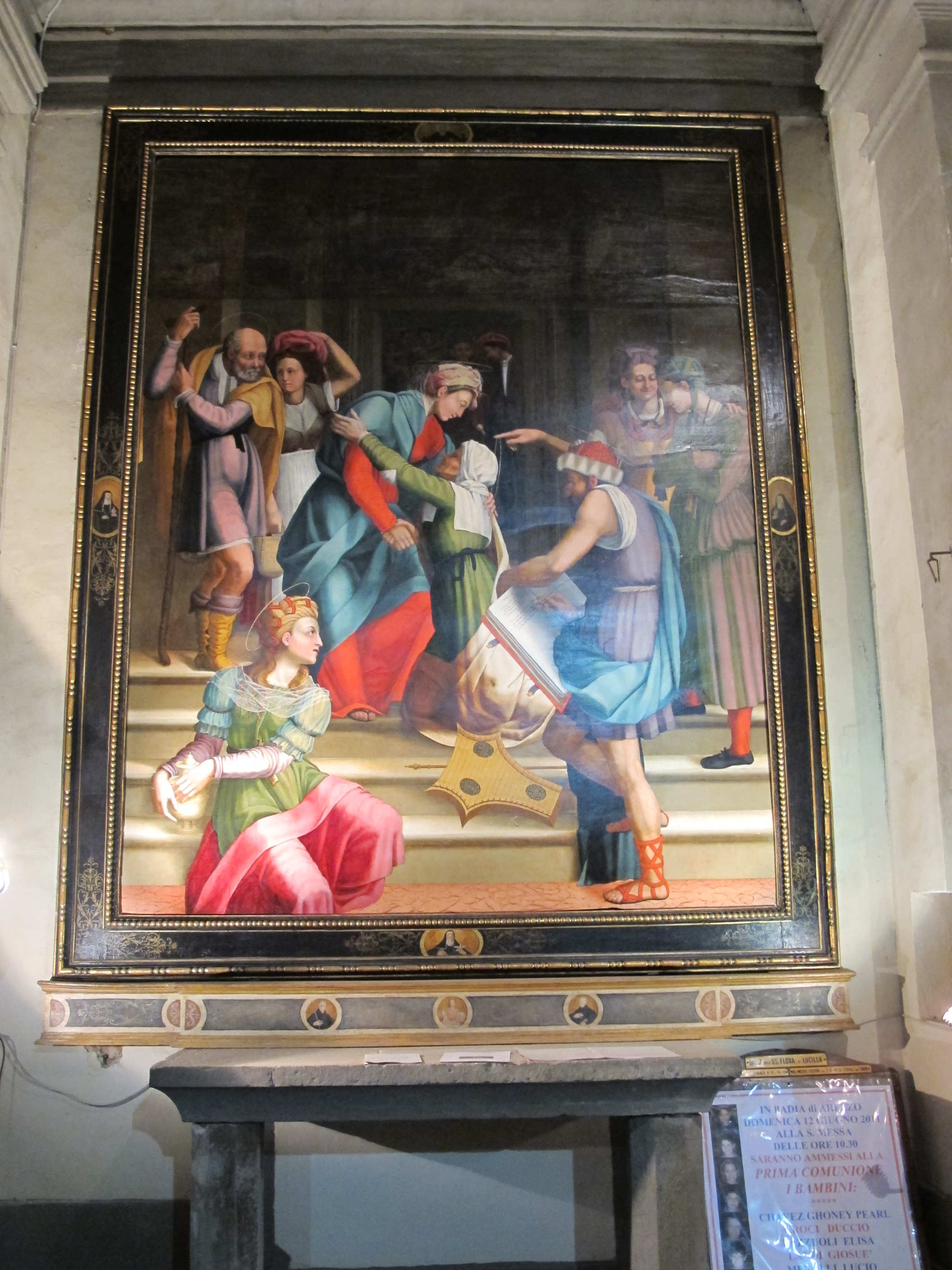
Visitazione (derivata da Pontormo) nella badia delle Sante Flora e Lucilla, Arezzo

Giovann'Antonio Lappoli (Arezzo, 1492 – Arezzo, 1552) è stato un pittore italiano di epoca rinascimentale, discepolo del Pontormo.

## Biografia

### Origini
Figlio d'arte, rimasto presto orfano del padre Matteo, lodato pittore dei suoi tempi che era stato discepolo di Pietro d'Antonio Dei insieme a Domenico Pecori, si mise a bottega presso quest'ultimo, volendo seguire le orme  del padre.

### Trasferimento a Firenze
Dopo questo tirocinio e dopo la morte della madre si trasferì a Firenze dove subì l'influenza di Andrea del Sarto e poi del Pontormo presso cui preferì continuare il suo apprendistato dopo aver visto la "Fede e la Carità" dipinta da quest'ultimo allora giovane astro della pittura fiorentina. Copiò assiduamente per diversi anni le opere del maestro assimilandone la maniera sotto il pressante stimolo di Giovanni Maria dal Borgo a Sansepolcro che dirigeva i discepoli del maestro e spinto dalla rivalità con il Bronzino che vedeva  tenuto in maggiore considerazione dal maestro. Raggiunse comunque lodati risultati ma a un certo punto si lasciò distrarre da altre compagnie dedicandosi a imparare a suonare il liuto. Andando di tanto in tanto a disegnare il nudo dal vero con Iacopo di Sandro, discepolo di Andrea del Sarto, prese a colorire alcuni suoi quadri e poi a dipingerne di propri. Fra questi si annoveravano alcune Madonne e vari ritratti, andati perduti come d'altronde quasi tutta la sua produzione per lo più a carattere religioso.

A Firenze si legò d'amicizia con Perin del Vaga, fuggito da Roma nel 1523 a causa della peste, che gli fece tornare la voglia di dedicarsi interamente alla pittura progettando di andare con lui a Roma. Ma arrivata la peste anche in Firenze si vide invece costretto a tornarsene a Arezzo dove ebbe qualche commissione.

### Viaggio a Roma
Appena passata la peste a Roma vi si recò attratto dalle occasioni che offriva quella città dove già erano operosi i suoi amici Perin del Vaga, il Rosso Fiorentino e molti altri. Qui ebbe modo di conoscere anche il grande Giulio Romano. Sfortuna volle che fosse fatto prigioniero dagli spagnoli durante il sacco di Roma del 6 maggio 1527 soffrendo grandi patimenti nelle loro carceri. 

### Ritorno ad Arezzo
Riuscì a stento a fuggire da Roma rifugiandosi in Arezzo presso lo zio Giovanni Pollio Lappoli, erudito letterato che era stato maestro di lettere del Vasari. Non si era ancora del tutto ripreso da quella brutta avventura che dovette lasciare di nuovo per alcuni mesi Arezzo colpita da una violenta e improvvisa epidemia di peste. Passata l'epidemia e tornato in città ebbe alcune commissioni che eseguì cercando l'aiuto del suo maestro Pontormo che si trovava a Borgo San Sepolcro a dipingere una tavola per la Compagnia di Santa Croce. Fu in buona relazione con Giorgio Vasari con cui in tarda età si dolse di non aver messo a miglior frutto il tempo della sua gioventù perseverando nel disegno anziché distrarsi in altri trattenimenti.
Ad Arezzo prese moglie ed ebbe un figlio. Morì nel 1552 all'età di sessant'anni colpito da una febbre fortissima.
L'unica sua opera firmata e sopravvissuta si trova nella cripta della chiesa di sotto di Santa Maria del Sasso a Bibbiena. Si tratta di una tavola a olio raffigurante la Madonna con i santi Bartolomeo e Mattia ed è firmata “G. Ant. Lappoli Arretino. Pictore.”